# 海港中心
海港中心是香港一座寫字樓，位處灣仔港灣道25號，樓高33層，於1983年落成，鄰近香港會議展覽中心、灣仔碼頭等地點。

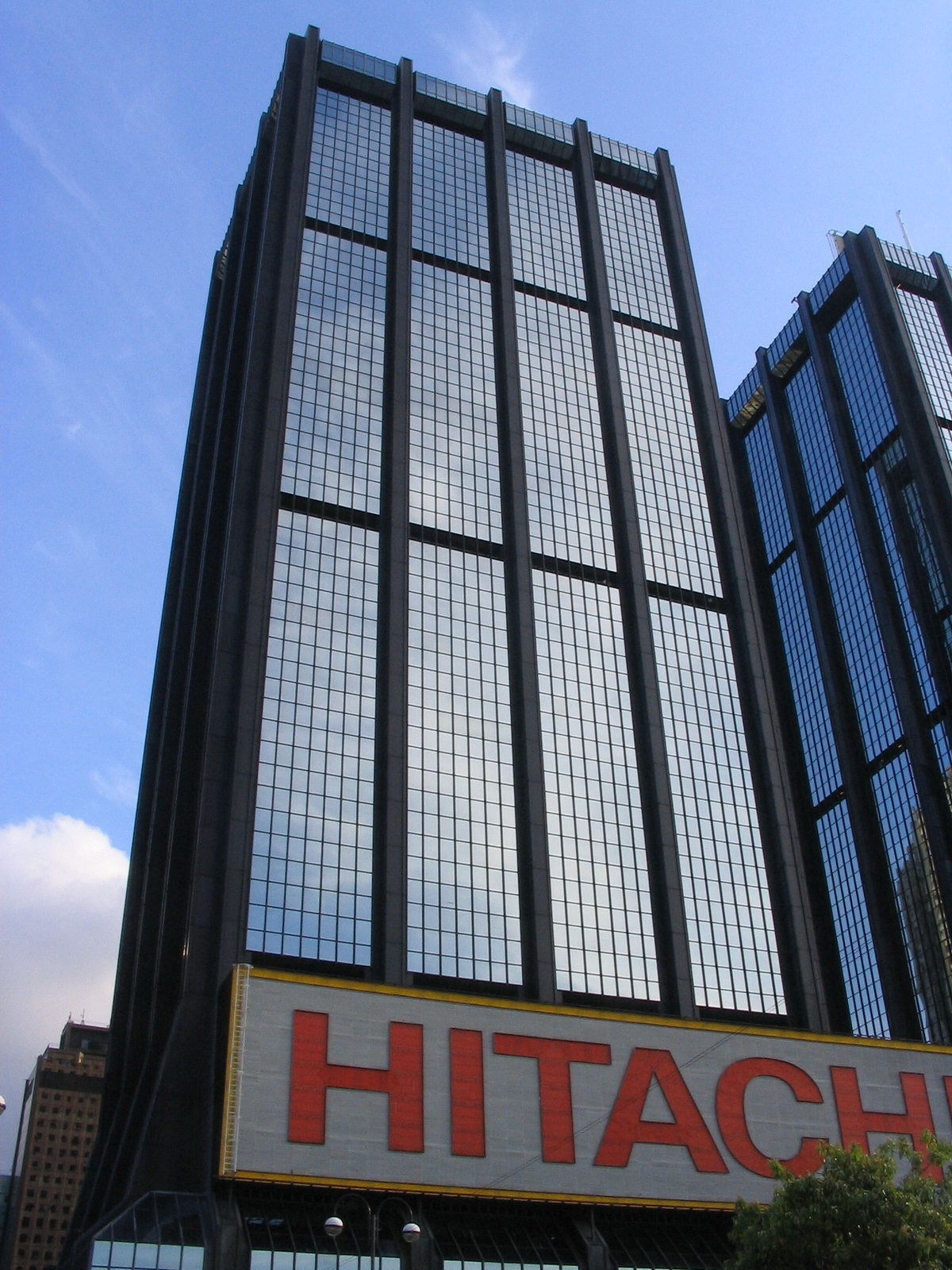
海港中心

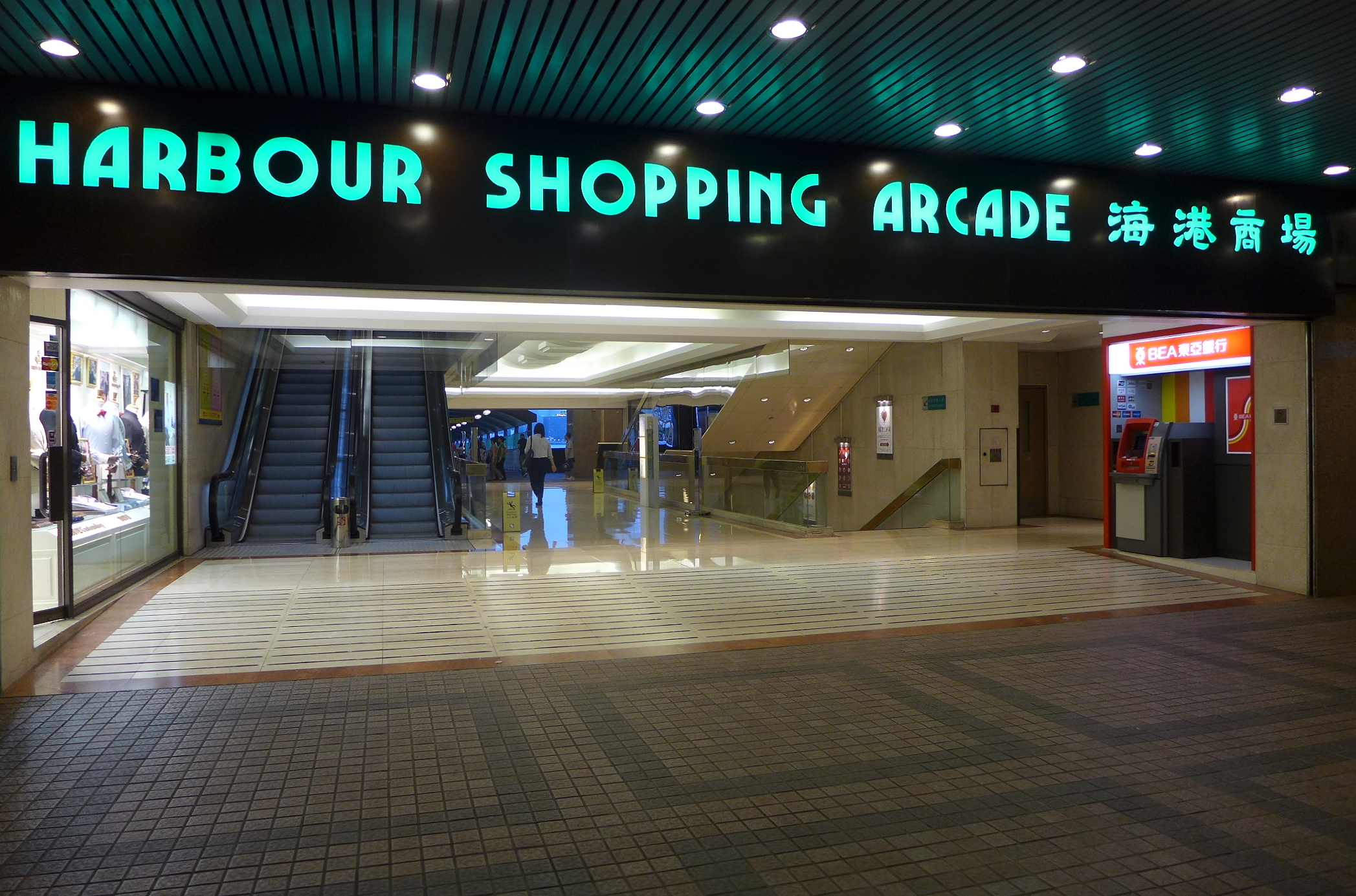
海港中心平台入口

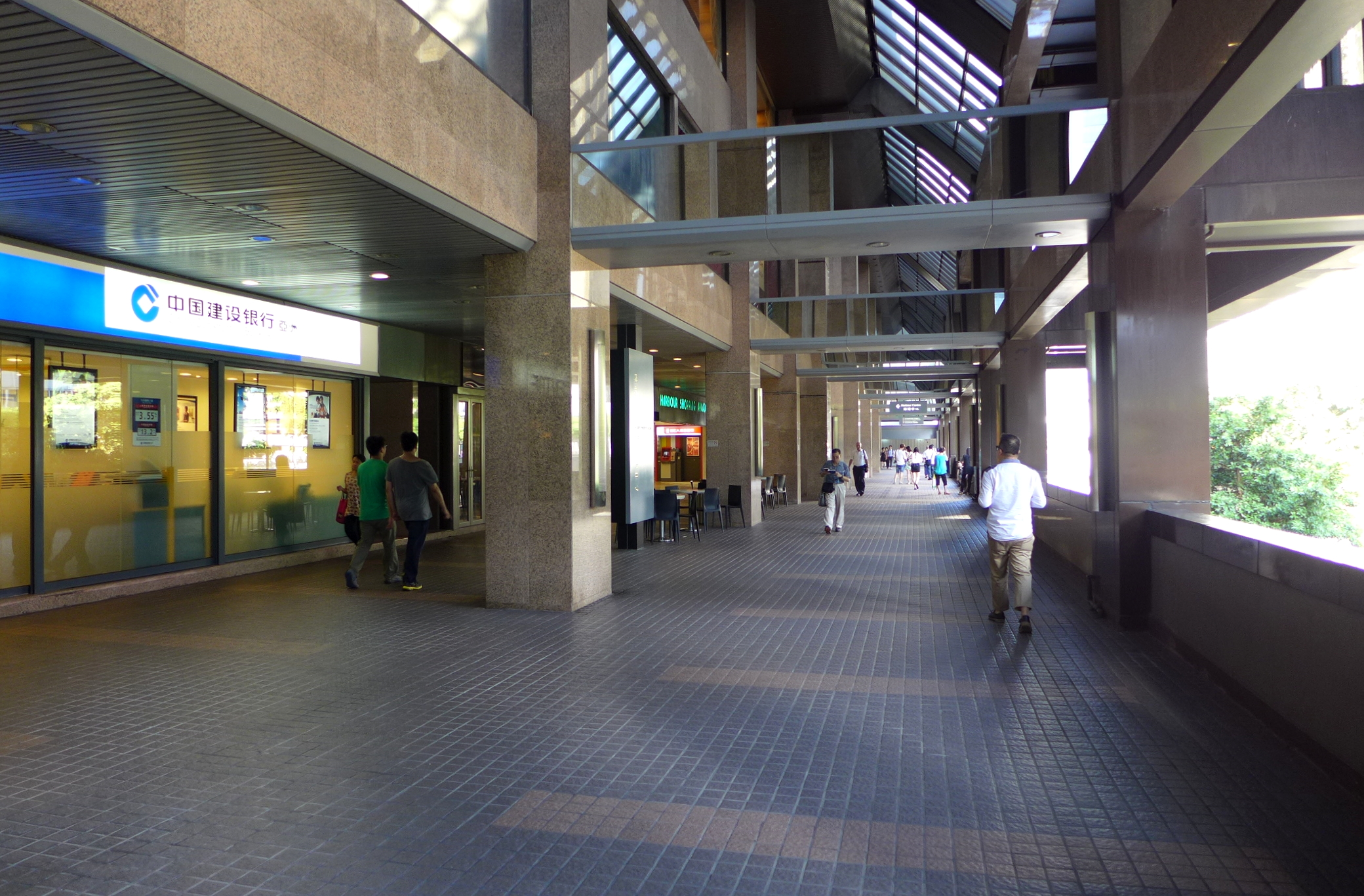
海港中心平台通道

大樓內集有多個國家的領事館，包括澳洲駐港總領事館、津巴布韋駐港總領事館、摩納哥駐港名譽領事館等等，其他租戶包括東方海外貨櫃航運公司，IDP教育有限公司（28樓2807-09室），以及選舉事務處、選舉管理委員會的辦事處（已遷往長沙灣庫務大樓）等。
海港中心下層設有商場，名為海港中心商場，面積有40,865平方呎。

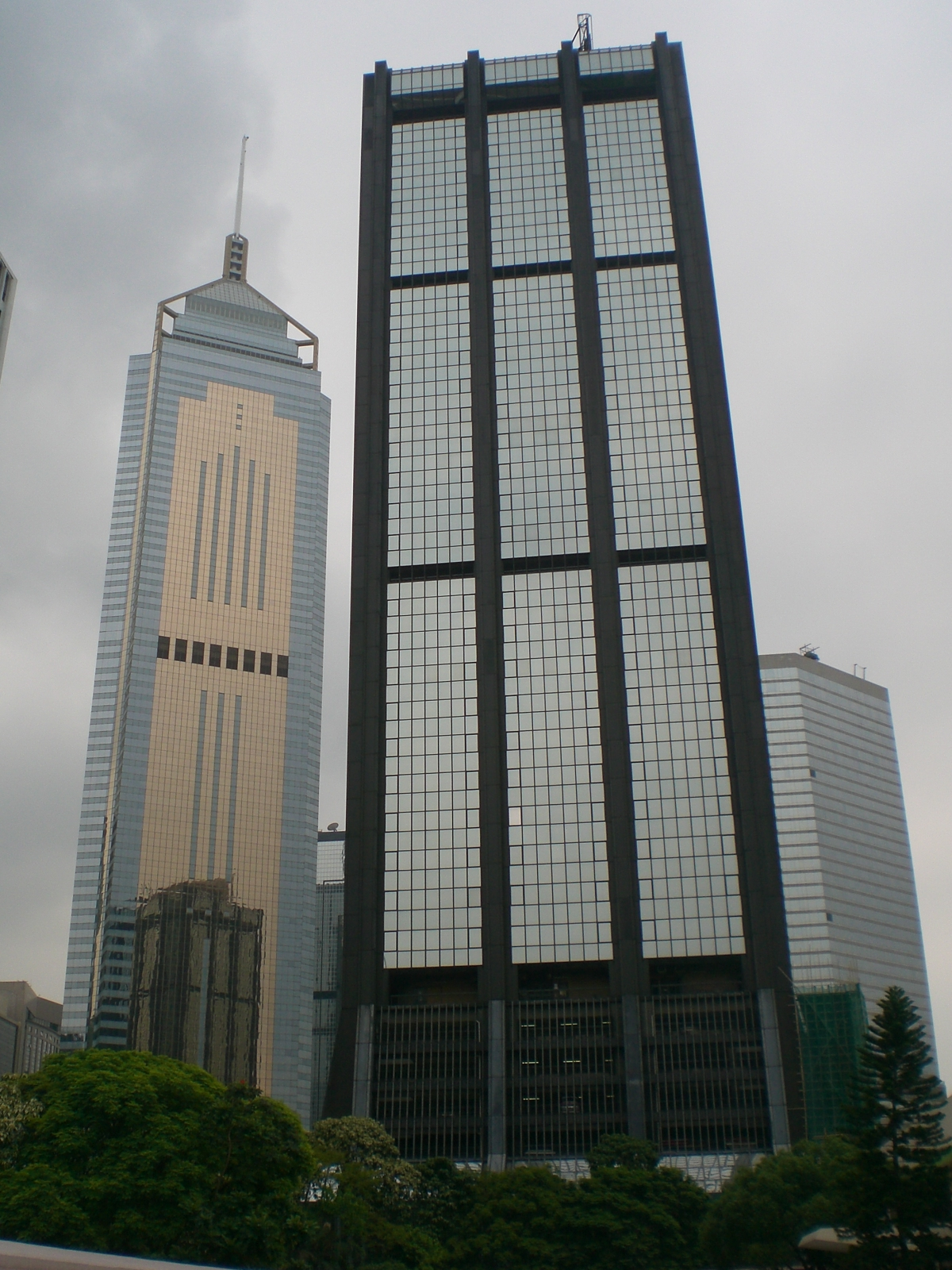
海港中心及中環廣場（左）
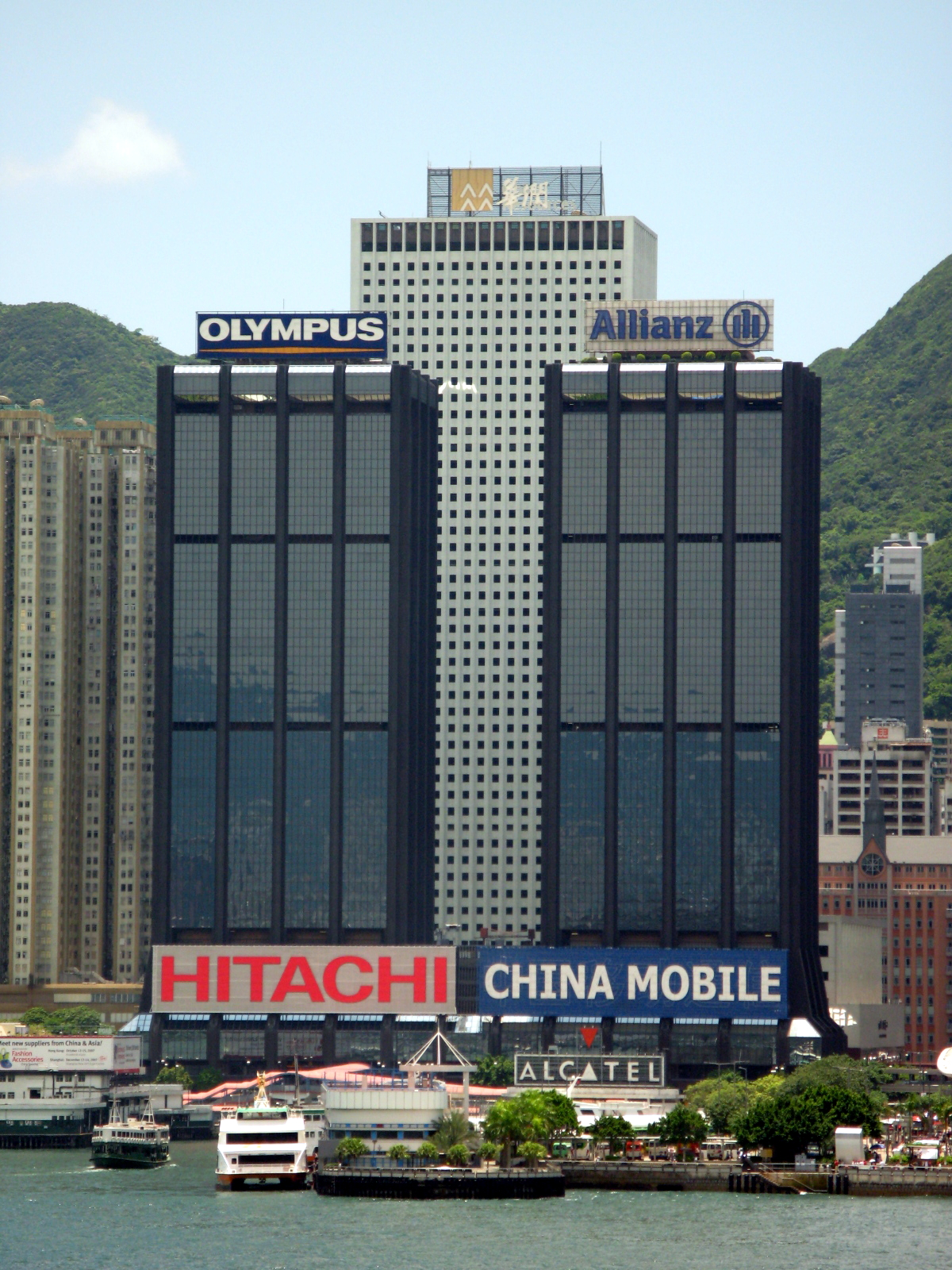
海港中心（右二），旁為鷹君中心（最右方大廈）

## 鄰近
- 鷹君中心
- 香港會議展覽中心
- 灣仔碼頭
- 新鴻基中心
- 中環廣場
- 入境事務大樓
- 稅務大樓
- 灣仔政府大樓

## 外部連結
- 海港中心 （页面存档备份，存于）